# Methods of Mayhem
Methods of Mayhem est un groupe de nu metal américain, originaire de Los Angeles, en Californie. Il est formé en 1999 par Tommy Lee (batteur de Mötley Crüe) et le rappeur TiLo. Le premier album sort en 1999. Il est accompagné du single et du clip Get Naked où participe toute l'équipe nue (excepté Fred Durst).

## Biographie
Lee forme Methods of Mayhem à la veille de son divorce avec Pamela Anderson. Leur premier album est publié le 7 décembre 1999, et certifié disque d'or,. L'album fait participer Fred Durst, Crystal Method, U-God, Kid Rock, Snoop Dogg, Lil' Kim, George Clinton et Mix Master Mike. Le groupe se sépare en 2000.
Tommy Lee annonce la réunion de Methods of Mayhem, ainsi que de nouveaux enregistrements pour mars 2009. Des rumeurs circulent selon lesquelles le groupe aurait recruté le batteur Will Hunt, le guitariste J3, le guitariste Phil X (qui a participé au premier album), et sur un retour du bassiste de tournée, Marty O'Brien. Une performance au Tonight Show with Jay Leno est effectuée avec Morgan Rose (de Sevendust) à la batterie, avec DJ Aero à la platine, J3 à la guitare et au chant, et Tommy Lee au chant et à la guitare. Aucun bassiste n'est présent. En juillet 2009, Methods of Mayhem signe ensuite un contrat international au label Loud and Proud/Roadrunner Records,.

## Style musical
L'album du groupe se caractérise par un style rap metal. A Public Disservice Announcement se caractérise par plusieurs genres incluant rap rock, nu metal, et dance-rock.

## Membres

### Membres actuels
- Tommy Lee - chant, guitare rythmique, batterie, percussions (1999–2000, depuis 2009)
- John « J3 » Allen III - guitare, chant (depuis 2009)
- DJ Aero - platines (1999–2000, depuis 2009)
- Marty O'Brien - basse, synthétiseur[8], chant (2000, depuis 2009)
- Morgan Rose - batterie, percussions (depuis 2010)

### Anciens membres
- Stephen Perkins - batterie, percussions (1999–2000)
- Will Hunt – batterie, percussions (2009–2010)
- TiLo - chant (1999–2000)
- Chris Chaney - basse (1999–2000)
- Mix Master Mike - platines (1999)
- Kai Marcus - guitare, chant (1999–2000)

## Discographie
| Année | Détails                                                                                         | Meilleure position | Meilleure position | Meilleure position | Certifications |
| Année | Détails                                                                                         | US                 | AUT                | ALL                | Certifications |
| ----- | ----------------------------------------------------------------------------------------------- | ------------------ | ------------------ | ------------------ | -------------- |
| 1999  | Methods of Mayhem (en) - Sortie : 7 décembre 1999 - Label : MCA Records                         | 71                 | 32                 | 93                 | - US : or      |
| 2010  | A Public Disservice Announcement (en) - Sortie : 21 septembre 2010 - Label : Roadrunner Records | 153                | —                  | —                  |                |

### Singles et EPs
- 2000 : Get Naked
- 2000 : New Skin
- 2000 : Fight Song
- 2010 : Time Bomb